# Awet Habtom
Awet Habtom Tekle (Mendefera, 1 januari 1998) is een Eritrees voormalig wielrenner die in 2018 reed voor Polartec Kometa.

## Carrière
Als junior werd Habtom nationaal kampioen op de weg in 2015. Een jaar later werd hij tweede in zowel de tijdrit als de wegwedstrijd. Op het wereldkampioenschap werd hij zevende in de tijdrit voor junioren, die werd gewonnen door Brandon McNulty.
In februari 2017 werd Habtom, samen met Meron Abraham, Amanuel Gebrezgabihier en Meron Teshome, Afrikaans kampioen ploegentijdrijden. Twee dagen later werd hij derde in de individuele tijdrit, weer drie dagen later achtste in de wegwedstrijd. Later die maand stond hij aan de start van La Tropicale Amissa Bongo, waar hij achtste in het eindklassement werd, het bergklassement won en op de tweede plaats in het jongerenklassement eindigde. Vanaf eind maart reed Habtom voor Bike Aid. Namens die ploeg reed hij dat jaar onder meer de Ronde van de Alpen en de Ronde van het Qinghaimeer.
In 2018 maakte Habtom de overstap naar Polartec Kometa. In februari stond hij aan de start van de eerste editie van de Ronde van Antalya, waar hij in de derde etappe enkel Artjom Ovetsjkin voor moest laten. Hij eindigde op de derde plaats in het algemeen klassement, op 46 seconden van Ovetsjkin. Wel won hij het jongerenklassement.

## Overwinningen
2015
 Eritrees kampioen op de weg, Junioren
2017
 Afrikaans kampioen ploegentijdrijden, Elite
Bergklassement La Tropicale Amissa Bongo
2018
Jongerenklassement Ronde van Antalya

## Ploegen
- 2017 –  Bike Aid (vanaf 24-3)
- 2018 –  Polartec Kometa

Beck · Bichlmann · van Engelen · Habtom · Holler · Kangangi · Kipkemboi · Langat · Lechner · Mengis · Rugg · Schäfer · Schnapka · Teshome · Thömel · Kagimu (stagiair) · Kiplagat (stagiair)
Ballesteros · Camacho · Cantón · Gamper · Gazzoli · Habtom · Inkelaar · Moschetti · Peña · Ries · Sevilla